# أعلام القارة القطبية الجنوبية
أنتاركتيكا ليس لها علم رسمي لأن القانون الدولي الذي يحكم القارة لم يقم بعد باختيار علم لها. على الرغم من أن الأعضاء الاستشاريين في نظام معاهدة القارة القطبية الجنوبية قد تبنوا رسميًا شعارًا في عام 2002 يستخدم أحيانًا كعلم، فإن هذا الشعار يمثل معاهدة أنتاركتيكا وليس القارة نفسها.

## اعلام مقترحة
اُقترحت العشرات من التصاميم غير الرسمية لعلم أنتاركتيكا. ولم يتم حتى الآن صناعة أي منها أو رفعه بشكل رسمي.

اقتراح الجنوب الحقيقي

### علمأنتاركاتيكاالأبيض
رفعت بعثة الإستكشاف البريطانية الأسترالية والنيوزيلندية في أنتاركتيكا علمًا أبيض بالكامل من سفينتها ديسكفري عندما كانت تبحر إلى القارة القطبية الجنوبية في عام 1929.

### اقتراح «الجنوب الحقيقي»
في عام 2018، صمم عامل يقضي الشتاء في أنتاركتيكا علمًا جديدًا للقطب الجنوبي لخلق الوحدة والمجتمع حول القارة القطبية الجنوبية. اكتسب العلم منذ ذلك الحين اعترافًا واسعًا وتم تبنيه من قبل برامج أنتاركتيكا الوطنية وفرق الرحلات الاستكشافية والأفراد في جميع أنحاء العالم. الرموز لها المعنى التالي:
:«تمثل الخطوط الأفقية باللونين البحري والأبيض الأيام والليالي الطويلة في خط العرض الأقصى للقارة القطبية الجنوبية. في الوسط، تندلع قمة بيضاء وحيدة من حقل من الثلج والجليد، مرددة صدى تلك الموجودة في البرغ والجبال وتلال الضغط التي تحدد أفق أنتاركتيكا. يشكل الظل الطويل الذي يلقيه الشكل الواضح لسهم البوصلة المتجه جنوبا، تكريما لإرث الاستكشاف في القارة. معًا، يشكل الشكلان المركزيان ماسة، ترمز إلى الأمل في أن تظل أنتاركتيكا مركزًا للسلام والاكتشاف والتعاون للأجيال القادمة.»

### اقتراح غراهام بارترام

تصميم غراهام بارترام

يستخدم تصميم جراهام بارترام علم الأمم المتحدة نموذجا له. وهناك خريطة واضحة للقارة بيضاء على خلفية زرقاء ترمز للحياد (بارترام كان مدركا تماما للمطالب الإقليمية المتداخلة لكل من المملكة المتحدة والتشيلي والأرجنتين عندما صمم العلم). هذا العلم كان واقعيا في القارة القطبية الجنوبية للمرة الأولى في عام 2002، عندما قام تيد كاي (رئيس تحرير الغراب، وهي مجلة علمية لرابطة أمريكا الشمالية للفيكسولوجيا) باستعمال عدة احجام لعلم بارترام على الرحلات البحرية في أنتاركتيكا. قدمت ورقة («الرايات فوق أنتاركتيكا») التي وصفت الأولى التي ترفع من تصميم بارترام فوق أنتاركتيكا في ستوكهولم عام 2003، في المؤتمر الدولي العشرين لفيكسولوجيا.

### ويتني سميث

تصميم ويتني سميث

تصميم ويتني سميث يستخدم لونا عالي الوضوح وهو برتقالي كخلفية (هو لون الإنقاذ الدولي، ويتناقض أفضل ضد الثلوج، ولتجنب أي التباس، هو على خلاف أي علم من الاعلام الوطنية على الأرض). الشعار يتكون من عدة عناصر. A ترمز للاسم اللاتيني لانتاركتيكا. في الجزء السفلي من الحرف A يوجد شكل يرمز لموقع انتاركتيكا في جنوب الكرة الأرضية (وفقا للاتفاقية الحديثة لرسم الخرائط الشمال هو للأعلى)، في حين أن اليدين الاثنتين اللتان تمسكان الكرة الأرضية تمثل الجزء السلمي من الاستخدام البشري للقارة. الشعار هو باللون الأبيض لتمثيل الثلوج والجليد في القارة القطبية الجنوبية ويقابلالجزء الأوسط من العلم وذلك للحفاظ على سلامته وينبغي أن يبقى العلم مرئيا في الرياح السيئة السائدة على القارة. ومع ذلك، لا يوجد سجل لأنها لا تصنع أو تستخدم، في أي وقت مضى، على الرغم من عرضه في بعض الأطالس.

## اعلام المقاطعات
دول معاهدة أنتاركتيكا تستخدم الاعلام الوطنية في قواعدها الخاصة في انتاركتيكا. لكن بعض الدول لها أعلام خاصة بالاراضي والممتلكات في أنتاركتيكا.

### المقاطعة البريطانية بأنتاركتيكا

علم المقاطعة البريطانية بأنتاركتيكا

علم المقاطعة البريطانية بالقارة القطبية الجنوبية هو راية بيضاء يتوسطها شعار نبالة للمقاطعة مع علم المملكة المتحدة في أعلى يسار العلم.
الأراضي البريطانية في المنطقة القطبية الجنوبية كجزر فوكلاند وجورجيا الجنوبية وجزر سندويش الجنوبية لها اعلام خاصة بها.

### الأراضي الجنوبية واراضي أنتاركتيكا الفرنسية

علم إدارة الاراضي الجنوبية واراضي أنتاركتيكا الفرنسية

علم إدارة الأراضي الجنوبية وأراضي أنتاركتيكا الفرنسية، والتي تتضمن الأراضي المطالب بها من قبل فرنسا، ويشتمل على العلم الفرنسي في أعلى اليسار مع شعار الإدارة.

### تييرا ديل فويغو

علم تييرا ديل فويغو

محافظة أرض النار وأنتاركتيكا وجزر جنوب المحيط الأطلسي بالأرجنتين التي تشمل على جزء من الأرجنتين والمقاطعة الأرجنتينية بالقارة القطبية الجنوبية 25 درجة غرب خط الطول إلى 74 درجة غرب خط الطول. العلم اعتمد في عام 1999 نتيجة للمنافسة، ويظهر عليه طيور أنتاركتيكا وكوكبة صليب الجنوب.

### منطقة ماجلان

علم منطقة ماجلان

المقاطعة التشيلية بالقارة القطبية الجنوبية هي جزء من منطقة ماجلان وتتضمن المطالبة التشيلية في قارة أنتاركتيكا 53 درجة غرب خط الطول إلى 90 درجة غرب خط الطول. بورتو وليامز هي عاصمة هذه المقاطعة، التي تضم أيضا جزر جنوب تييرا ديل فويغو ورأس هورن. علم منطقة ماجلان أيضا يحتوي كوكبة صليب الجنوب التي تظهر عبر سلسلة جبال.

### منطقة روس

علم منطقة روس (غير رسمي)

منطقة روس (هي الأراضي التي تطالب بها نيوزلندا في أنتاركتيكا) تستخدم علم نيوزيلندا، ولكن الفيكسولوجي راية من تضميم جيمس ديغان كانت ترفرف هناك في وقت واحد. علم نيوزيلندا هو الأساس لتصميمه، وإن كان مع ازرق ثلجي في الخلفية الذي يمثل بحر روس، وعقلة بيضاء في الجزء السفلي من العلم التي تمثل الجرف الجليدي روس.

## مقالات ذات صلة
برنامج نيوزيلندا لأبحاث القطب الجنوبي

## وصلات خارجية
- اعلام مقترحة لانتاركتيكا
- الجنوب الحقيقي